# Stanwell Moor
Stanwell Moor – wieś w Anglii, w hrabstwie Surrey, w dystrykcie Spelthorne. Leży 27 km na zachód od centrum Londynu. Miejscowość liczy 1343 mieszkańców.